# Tapura le-testui
Tapura le-testui är en tvåhjärtbladig växtart som beskrevs av François Pellegrin. Tapura le-testui ingår i släktet Tapura och familjen Dichapetalaceae. Inga underarter finns listade i Catalogue of Life.